# Jens Degn Andersen
Jens Degn Andersen (født 4. december 1819 i Kolind på Djursland, død 30. april 1894) var en dansk gårdmand og politiker.

## Privatliv og erhverv
Andersen var søn af gårdmand Anders Nielsen Bager. Navnet "Degn" fik han som et tilnavn efter sin mors første mand. Efter sin konfirmation var han i tre år landvæsenselev under Det kongelige danske Landhusholdningsselskab. Han var ladefoged på Hessel Gods og Katholm 1842-1845.
Herefter giftede han sig med Christine Jensdatter fra Attrup og overtog sin fars gård i Kolind.
Han mageskiftede i 1856 fødegården i Kolind med en gård i Vivild. I 1869 købte han en gård i Nørager. Den blev overdraget til hans søn i 1879, og han flyttede senere til en ejendom i Kolind. Efter han fik et slagtilfælde, blev han plejet hos en datter i Elløv i Thorsager Sogn til sin død i 1894. Andersen er begravet på Kolind Kirkegård.

## Folketinget
Han var medlem af Folketinget valgt i Randers Amts 5. valgkreds (Ebeltoftkredsen) fra 26. februar 1853 til 1. december 1854 og fra 4. juni 1866 til 22. september 1869.
Han blev valgt ved valget i februar 1853 og genvalgt i maj 1853, men stillede ikke op ved valget i 1854 på grund af familieforhold med små børn hjemme på gården.
Han stillede op igen ved folketingsvalget 4. juni 1866 som modstander af den gennemsete grundlov og vandt stort over kredsen daværende folketingsmand godsejer Ferdinand Mourier-Petersen på Rugård som var grundlovstilhænger. Han vandt igen over Mourier-Petersen ved valget i oktober 1866. Han genstillede ikke ved valget i valget i 1869.

## Lokalpolitik
Andersen blev medlem af sogneforstanderskabet i Kolind-Ebdrup-Skarresø Sogne i 1847 og dets formand året efter. Han trak sig fra formandspostens i 1849 til fordel den nye sognepræst A. Jantzen, og udtrådte i 1853 efter han var valgt til Folketinget. Han blev sogneforstander igen i 1855 hvor han ikke længere var i Folketinget, men forlod posten i 1856 da han flyttede til Vivild. Han var formand for sogneforstanderskabet i Vivild-Vejlby Sogne 1862-1867 og sognedfoged i Nørager Sogn 1876-1880.